# Oberleitungsbus Dresden
Der Oberleitungsbus Dresden war nach der Dresdner Haide-Bahn der zweite O-Bus-Betrieb in Dresden. Er wurde ab 1947 aufgebaut und umfasste zeitweise zwei Linien bei einer Gesamtstreckenlänge von 16,8 Kilometern. Wegen der mangelnden Instandhaltung der Fahrleitungsanlagen und des hohen Verschleißes der Fahrzeuge stellten die Dresdner Verkehrsbetriebe (DVB) den Betrieb bis zum 15. Dezember 1975 auf Omnibusse mit Dieselmotor um.

## Geschichte
In der Ausstellung „Dresden baut auf“, die im Sommer 1946 im Gebäude des heutigen Militärhistorischen Museums der Bundeswehr stattfand, stellten die Veranstalter ein zukünftiges Verkehrskonzept für die Stadt Dresden vor. Der Ost-West- als auch der Nord-Süd-Verkehr sollten über neu zu errichtende Straßenzüge an der Inneren Altstadt vorbeigeführt werden, die Straßenbahn war hier als Unterpflasterbahn vorgesehen. Ein äußerer Straßenring sollte eine O-Bus-Linie aufnehmen, von der aus weitere Linien in die Vororte abgingen. Die Zukunft des Kraftomnibusses wurde hingegen gänzlich infrage gestellt.
Die Planung entstand vor dem Hintergrund, dass ein Großteil des Busfuhrparks nicht zur Verfügung stand. Die Fahrzeuge waren entweder reparaturbedürftig oder dienten, sofern einsatzfähig, als Lastkraftwagen. Zur gleichen Zeit wurde jedoch bekannt, dass bei der Wagenfabrik Schumann in Werdau Henschel-Fahrgestelle und elektrische Ausrüstungen für O-Busse vorhanden waren. Auf Betreiben des Vorstandsvorsitzenden der DVB, Alfred Bockemühl, gelangten einige Teile als auch die nötigen Fahrleitungsanlagen nach Dresden.

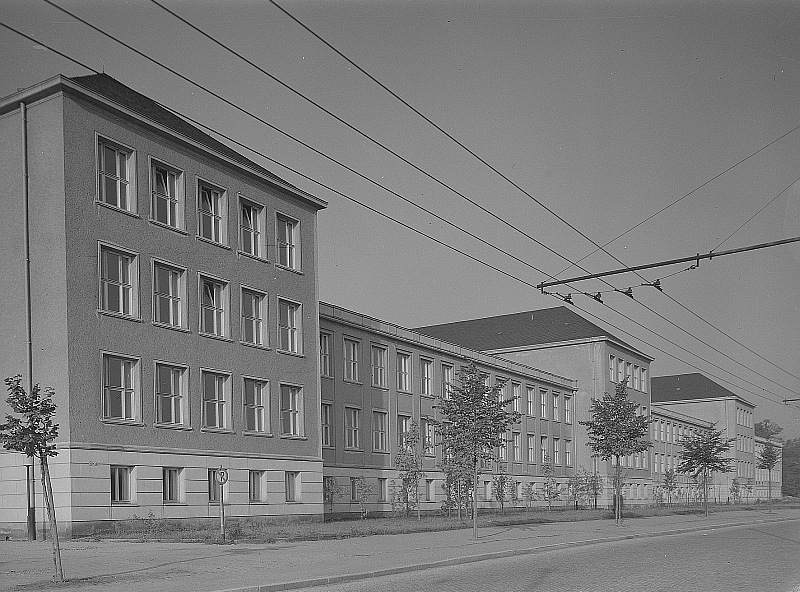
Oberleitungen am Zelleschen Weg in Höhe des Willers-Baus der Technischen Universität, 1962

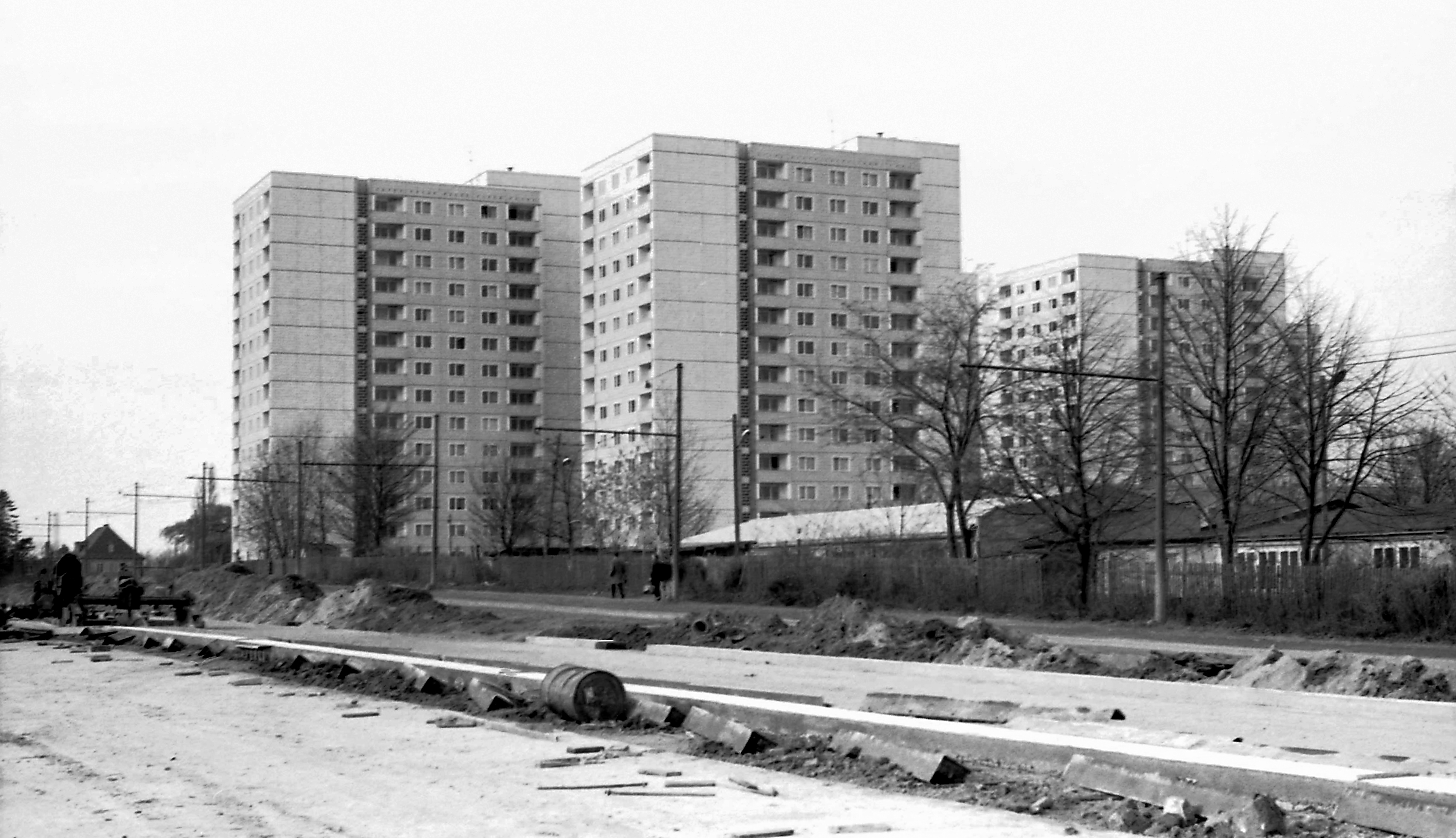
Oberleitungen am Zelleschen Weg auf Höhe der Studentenheime Wundtstraße 11, 1972

Der Aufbau zog sich bis Ende 1946 zunächst wegen Engpässen in der Materiallieferung schleppend hin, lediglich 38 Prozent der für diesen Zeitraum vorgesehenen Arbeiten konnte verrichtet werden. Ab dem Frühjahr 1947 begann dann die Montage der Oberleitungsmasten. Wo die Möglichkeit bestand, wurden an ihrer Stelle Wandrosetten eingesetzt. Die Strecke folgte in weiten Teilen der früheren Omnibuslinie C. Da am Schillerplatz keine geeignete Wendemöglichkeit bestand, fand die Linie ihren Anfang jenseits des Blauen Wunders am Körnerplatz. Bis Strehlen folgte sie dem Verlauf der Buslinie, von dort aus ging es über den Zelleschen Weg zum Campus der Technischen Hochschule (ab 1961: Technische Universität). Der Endpunkt befand sich am Münchner Platz. Insgesamt wurden für die Strecke 19,5 Kilometer Doppelfahrdraht sowie ein Kilometer Kabel verlegt; insgesamt achtmal kreuzte die Oberleitung die der Straßenbahn.
Im April 1947 traf der erste O-Bus in Dresden ein. Die Zufahrt zum Straßenbahnhof Blasewitz, wo die Fahrzeuge stationiert wurden, wies zunächst noch keine Fahrleitung auf, sodass die Wagen auf diesem Abschnitt mit einer Zugmaschine geschleppt wurden. Am 8. November 1947 konnte dann die Linie C zwischen Körnerplatz und Münchner Platz in Betrieb gehen. Von den insgesamt fünf Fahrzeugen, die bis dahin in Dresden eingetroffen waren, wurden drei planmäßig im 20-Minuten-Takt eingesetzt, was bei weitem nicht ausreichte. Am 27. November 1947 wurde der Abschnitt durch die George-Bähr-Straße zum Münchner Platz eingestellt, da die Linie, das ehemalige Landgericht am Münchner Platz war Militärgefängnis der sowjetischen Besatzungsmacht geworden, dort zwei Posten der Roten Armee passieren musste. Aufgrund Reifenmangels mussten die Fahrzeuge bald darauf abgestellt werden. Gegen Austausch eines Opel-Blitz-Sattelschleppers konnte die Dresdner Straßenbahn AG Ersatzreifen besorgen, die nach kurzer Zeit nur für drei Wagen reichten. Um die Kapazität dennoch etwas zu steigern, beschaffte der Betrieb im Folgejahr drei O-Bus-Beiwagen. 1949 folgten nochmals je fünf Triebwagen und Anhänger.
Als nächste Maßnahme stand die Umstellung der Bühlauer Außenbahn von Bühlau nach Weißig an. Der ehemals von der Straßenbahnlinie 11 bediente Abschnitt wurde am 20. Februar 1949 zunächst auf Omnibus-Betrieb umgestellt. Der O-Bus wurde dann am 1. Mai 1949 vom Körnerplatz über die Grundstraße zur Steglichstraße verlängert und sollte später Bühlau erreichen. Da die Steilstrecke die O-Busse über ihre Leistungsgrenze brachte, wurde die Verlängerung am 25. Juli 1949 vorläufig rückgängig gemacht. Stattdessen wurde die Strecke Bühlau–Weißig am 1. November 1949 unabhängig zur übrigen Strecke in Betrieb genommen und am 16. Mai 1950 dann mit dieser verbunden. Zwischen Fritz-Foerster-Platz und Bühlau fuhren die O-Busse jede Viertelstunde, bis nach Weißig im Halbstundentakt. Dabei war die O-Bus-Fahrleitung zwischen Bühlau und Weißig zunächst nur einspurig und ohne Luftweichen angelegt worden. Bei Begegnungen von O-Bussen musste einer von ihnen die beiden Stromabnehmerstangen abziehen und nach Vorbeifahrt des Gegenkurses wieder anlegen. Auch die Schleife in Weißig hatte keine Luftweiche, dort mussten die Stangen entsprechend umgelegt werden. Das wurde im Lauf der nächsten Monate geändert, die zweispurige Fahrleitung zwischen Bühlau und Weißig wurde bis zum 8. Dezember 1951 aufgebaut.
In den nachfolgenden Jahren wurde zunächst der Wagenpark durch die Neubeschaffung von Triebwagen und Anhängern vergrößert und der Takt auf der Linie entsprechend verdichtet. Durch den Einbau von Zwischenschleifen am Falkensteinplatz und in der Winterbergstraße in Gruna konnten die Verstärker auf den Westabschnitt reduziert werden. Die hölzernen Oberleitungsmasten wurden außerdem durch stählerne ersetzt. Am 28. Oktober 1957 wurde auf den mit Anhängern gefahrenen Kursen der Z-Betrieb eingeführt. Schaffner fuhren nur noch auf dem Zugfahrzeug mit und bedienten die Türen des Anhängers von der hinteren Plattform aus mit Druckluft. Der Beiwagen durfte nur noch von Zeitkarteninhabern genutzt werden, daher der Name, die die Karten dem Schaffner beim Einsteigen vorzuzeigen hatten.

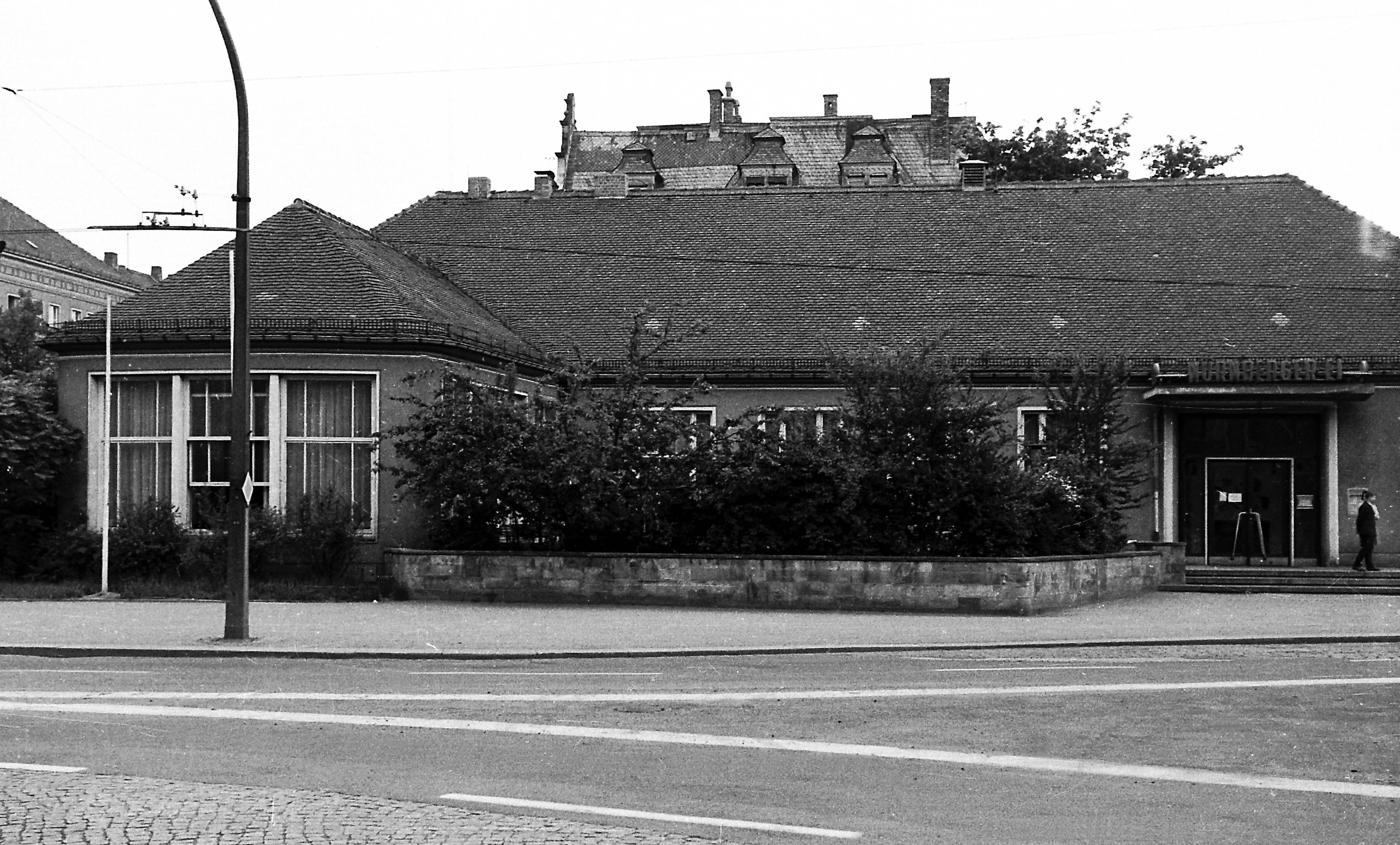
Oberleitungen am Nürnberger Ei Richtung Nossner Brücke (1968)

Nachdem sich der Betrieb allmählich stabilisiert hatte, konnten ab Ende der 1950er Jahre wieder Streckenverlängerungen vorgenommen werden. Am 2. Januar 1958 ging die Verlängerung vom Fritz-Foerster-Platz zum Nürnberger Ei in Betrieb, am 28. Juni 1964 folgte die Verlängerung über die Nossener Brücke zum Willi-Ermer-Platz (heute: Ebertplatz) in Löbtau. Das Dresdner O-Bus-Netz erreichte damit seine größte Ausdehnung. Insgesamt umfasste das Netz 16,8 Kilometer Streckenlänge, 73,83 Kilometer Fahrdraht und 23 Luftweichen. Gleichzeitig mit der Verlängerung nach Löbtau wurde die Linie C zur Technischen Universität zurückgezogen und die Linie 61 zwischen Willi-Ermer-Platz und Falkensteinplatz neu eingerichtet, so dass sich beide Linien abschnittsweise überlagerten. 1965 wurde die Linie C passend hierzu in 62 umbenannt. Die Aufteilung bewährte sich nicht, sodass beide Linien am 1. Mai 1966 zur 61 vereint wurden. Zwischen Willi-Ermer-Platz und Bühlau bestand seitdem ein Fünf-Minuten-Takt, weiter nach Weißig fuhren die O-Busse alle 15 Minuten. Hinzu kamen Einsetzer zur Technischen Universität.
Durch den großen Fahrgastandrang und die hohe Beanspruchung der Fahrzeuge auf der Grundstraße war der Verschleiß außerordentlich hoch. Ein Ersatz war indes nicht möglich, da die Škoda-Werke, von denen die DVB – wie auch alle anderen DDR-O-Bus-Betriebe – ihre Fahrzeuge seit 1958 bezogen, vorübergehend die O-Bus-Produktion einstellten. Unabhängig davon waren serienmäßig hergestellte Gelenk-O-Busse im Rat für gegenseitige Wirtschaftshilfe erst ab den späten 1970er Jahren erhältlich. Hinzu kam, dass die Oberleitungsanlagen über längere Zeit nicht instand gesetzt worden waren. Die Verkehrsbetriebe beschlossen daher Anfang der 1970er Jahre die Umstellung des O-Bus-Betriebs auf den Einsatz von Gelenkomnibussen auf der Linie 61. Am 3. September 1971 wurde der Abschnitt Bühlau – Weißig letztmals durch den O-Bus bedient, ab dem Folgetag fuhr der Kraftomnibus. Es folgten die Abschnitte Willi-Ermer-Platz – Winterbergstraße am 15. Juli 1974 und Winterbergstraße – Schillerplatz am 1. Juli 1975. Am 28. November 1975 wurde der verbliebene Abschnitt vom Schillerplatz über das Blaue Wunder und die Grundstraße nach Bühlau ebenfalls umgestellt, in den Mittagsstunden rückte der letzte O-Bus, von Bühlau kommend vom Schillerplatz in den Betriebshof Blasewitz ein.

## Fahrzeuge

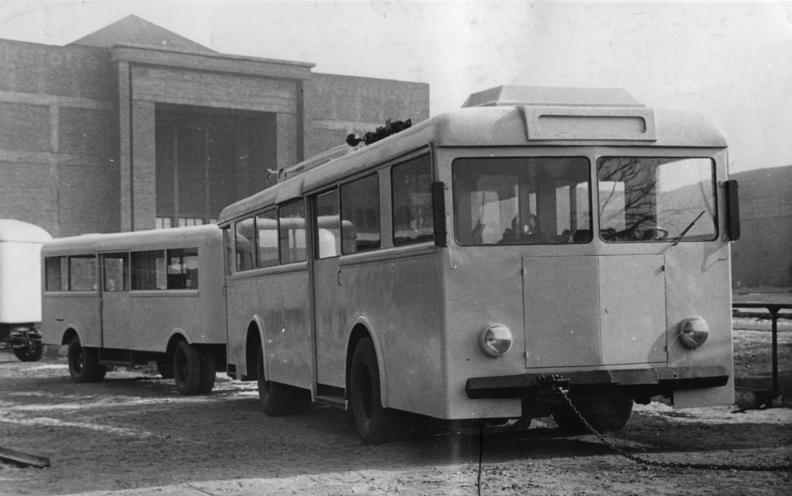
O-Bus-Triebwagen mit Anhänger, vorgestellt auf der Leipziger Frühjahrsmesse 1949. Fahrzeuge dieses Typs kamen in Zwickau und Dresden zum Einsatz.

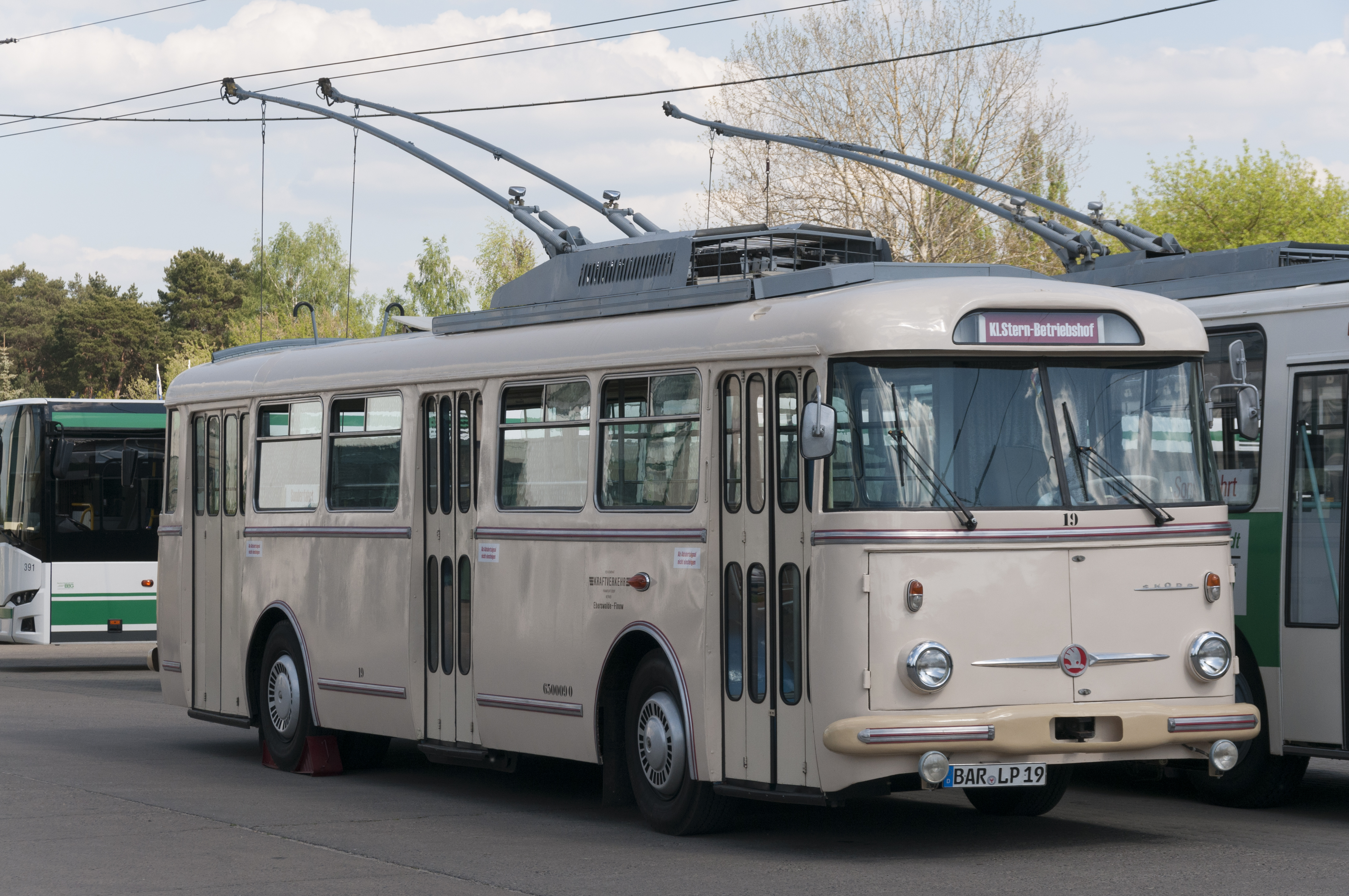
Ein baugleicher Škoda vom Typ 9Tr ist als Traditionsfahrzeug in Eberswalde betriebsfähig erhalten.

Die ersten O-Bus-Fahrzeuge stammten von Henschel und entsprachen dem Kriegs-Einheits-O-Bus (KEO) der Normgröße II. Die Fahrzeuge waren bei Kriegsende in Werdau vorhanden und wurden dort von den Schumann-Werken zusammengebaut. Bis zur Betriebsaufnahme 1947 waren fünf O-Busse nach Dresden ausgeliefert worden, wegen Reifenmangels konnten jedoch nur maximal drei von ihnen gleichzeitig eingesetzt werden. Beim Austausch eines schadhaften Fahrzeuges mussten bei diesem erst die Reifen abmontiert und am aufgebockten Reservefahrzeug anmontiert werden, bevor dieses ausrücken konnte. Durch die Beschaffung von drei Beiwagen im Jahr 1948 konnte jedoch die Kapazität der einzelnen Züge gesteigert werden. 1948 wurden weitere drei Motorwagen und 1949 je fünf Motorwagen und Anhänger beschafft, so dass insgesamt 13 O-Busse und acht Anhänger zur Verfügung standen. Einer der Triebwagen diente sofort als Ersatzteilspender, bevor er 1951 in den Fahrgastbetrieb kam. Wegen fehlender Alternativen war die elektrische Ausrüstung bei je zwei Fahrzeugen von BBC bzw. Siemens, was die Instandhaltung erschwerte.
Als problematisch erwies sich das Schneckengetriebe und die elektropneumatische Steuerung von Ansaldo im Anhängerbetrieb auf der Grundstraße. Durch die Fahrt auf der steilen Strecke erreichten die Fahrzeuge regelmäßig ihre Leistungsgrenze. Die Blasewitzer Hauptwerkstatt der Verkehrsbetriebe hatte bis 1950 ein Kegelrad-Stirnradgetriebe entwickelt, das eine bessere Laufleistung bei günstigerer Herstellung aufwies. 1952 erhielt der Betrieb die ersten Beiwagen des Typs W700 vom Waggonbau Bautzen, 1953 bis 1957 folgten zehn Motorwagen des Typs W602. Die elektrische Ausrüstung dieser Fahrzeuge stammte vom LEW „Hans Beimler“ in Hennigsdorf und bewährte sich so gut, dass die älteren Fahrzeuge ebenfalls damit ausgerüstet wurden.
Nach Einstellung des O-Bus-Baus in der DDR bezogen die Betriebe ihre Fahrzeuge künftig vom tschechoslowakischen Hersteller Škoda. Der erste O-Bus vom Typ 8Tr kam 1957 nach Dresden. Da das Fahrzeug nicht für den Anhängerbetrieb konzipiert war, kam es vor allem als Verstärker zum Einsatz. Ab 1962 lieferte Škoda mit dem 9Tr eine verbesserte Variante, die auch über Anhängerkupplungen verfügte. Der 8Tr wurde in einem Ringtausch durch einen 9Tr ersetzt. Bis 1969 kamen insgesamt 30 Fahrzeuge dieses Typs nach Dresden, die nach und nach die älteren Modelle ersetzten. Für den Anhängerbetrieb beschafften die Verkehrsbetriebe ab 1958 sieben Anhänger des Typs W701, die kleiner als die W700 ausfielen und somit auch auf der Grundstraße eingesetzt wurden. Nach der Produktionseinstellung dieses Typs kamen zehn weitere gebrauchte hinzu. 1969 wurden zudem 13 Anhänger des polnischen Typs P-01 von Jelcz beschafft.
Ein Teil der Fahrzeuge wurde nach Aufgabe des O-Bus-Betriebs an andere Betriebe abgeben. So gingen zum Beispiel drei 9Tr an den Oberleitungsbus Eberswalde.
| Baujahre   | Hersteller | Typ   | Anzahl | Nummern (ab 1947) | Nummern (ab 1949) | EDV-Nummern (ab 1971)   | Bemerkungen                        |
| ---------- | ---------- | ----- | ------ | ----------------- | ----------------- | ----------------------- | ---------------------------------- |
| Triebwagen |            |       |        |                   |                   |                         |                                    |
| 1947       | Henschel   | AU292 | 1      | 151               |                   |                         | 1965 ausgemustert                  |
| 1947       | Henschel   | NII   | 12     | 152–163           | 252, 255, 257     |                         | 1963–1968 ausgemustert             |
| 1953–1956  | LOWA       | W602a | 10     | 164–173           | 264–273           |                         | 1970 ausgemustert                  |
| 1952       | LOWA       | W602  | 1      | 174               | 274               |                         | 1970 ausgemustert                  |
| 1958       | Škoda      | 8Tr   | 1      |                   | 174               |                         | 1962 verkauft                      |
| 1959–1969  | Škoda      | 9Tr   | 17     |                   | 175–191           | 303 014–030             | 1972–1975 ausgemustert             |
| Anhänger   |            |       |        |                   |                   |                         |                                    |
| 1944–1950  | Schumann   |       | 15     | 101–115           | 201–214           |                         | ausgemustert                       |
| 1952       | LOWA       | W700  | 8      |                   | 216–223           |                         | 1966–1970 ausgemustert             |
| 1941–1942  | Schumann   | FE540 | 3      |                   | 502, 506, 507     |                         | ex Leipzig, 1952–1956 ausgemustert |
| 1956–1960  | LOWA       | W701  | 10     |                   | 223–233           | 353 001–012 353 024–030 | 1975/1976 ausgemustert             |
| 1969       | Jelcz      | P-01  | 13     |                   | 341–353           | 354 011–023             | 1973/1974 ausgemustert             |